# Scivolo (gioco)

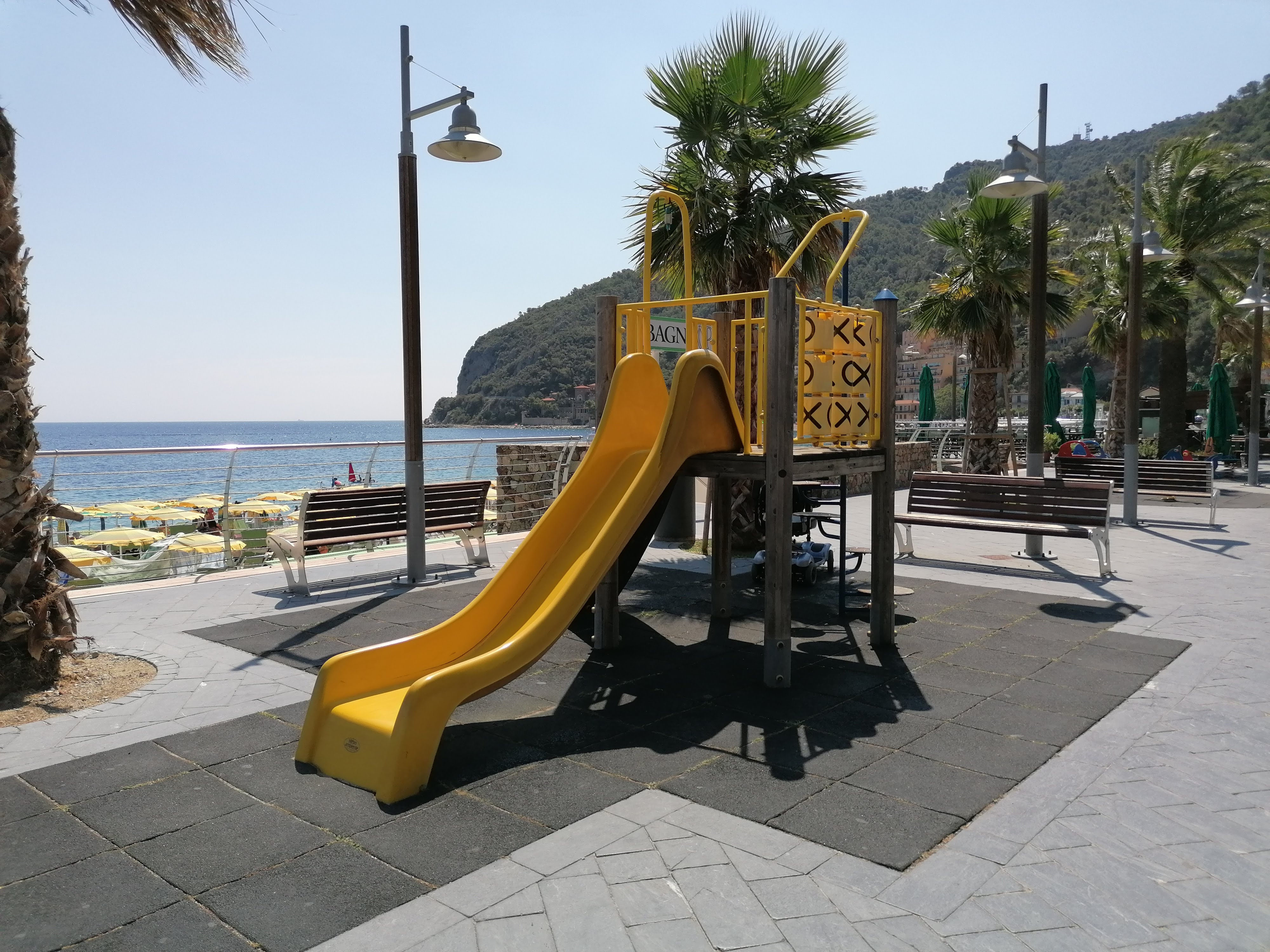
Uno scivolo per bambini

Lo scivolo è un esempio della macchina semplice nota come piano inclinato, e si trova solitamente nei parchi, nelle scuole, nei parchi giochi e nei cortili. Lo scivolo può essere piatto, semicilindrico o tubolare per evitare cadute. Gli scivoli sono solitamente realizzati in plastica o metallo e hanno una superficie liscia, dritta o ondulata. L'utente, solitamente un bambino, sale in cima allo scivolo tramite una scala o delle scale, si siede e scivola lungo il tracciato.

## Tipologie
Di seguito si elencano le principali tipologie di scivoli:
- Uno scivolo a spirale è uno scivolo che si avvolge attorno a un palo centrale formando una spirale discendente.
- Uno scivolo ondulato è uno scivolo che presenta delle ondulazioni nella sua forma, che fanno sì che la persona che scivola salga e scenda leggermente durante la discesa.
- Uno scivolo tubolare è semplicemente uno scivolo a forma di tubo. Può anche essere curvo o presentare delle protuberanze.
- Uno scivolo dritto è uno scivolo piatto che scende leggermente angolato.
- Uno scivolo a rulli è uno scivolo costituito da cilindri orizzontali che girano sotto la persona che scivola mentre scende.
- Gli scivoli dei parchi di divertimento sono semplicemente delle versioni più grandi degli scivoli dei parchi giochi, molto più alti e con più piste parallele. Ai partecipanti potrebbe essere fornito un sacco o materassino su cui sedersi per ridurre l'attrito alle velocità più elevate e per proteggere gli indumenti.
- Gli scivoli a caduta libera sono scivoli con caduta verticale o quasi verticale.
- Gli acquascivoli sono un tipo di scivolo in cui scorre l'acqua creando una superficie scivolosa; si trovano generalmente nei parchi acquatici o nelle piscine.
- Gli scivoli gonfiabili sono un tipo di scivolo che viene mantenuto gonfio tremite un ventilatore esterno. Il flusso d'aria consente allo scivolo di essere più morbido rispetto agli scivoli tradizionali. Vengono utilizzati anche sugli aerei durante un'evacuazione di emergenza e sono noti come scivoli di emergenza.
- Gli scivoli di ghiaccio sono un tipo di scivolo realizzato con ghiaccio.

Esistono molti altri tipi e stili di scivoli.
Gli scivoli possono anche essere sottoclassificati come scivoli indipendenti, ovvero scivoli che stanno in piedi da soli o scivoli compositi, ovvero scivoli collegati ad altri o a più attrezzature da gioco.

## Sicurezza
Gli scivoli nei parchi giochi sono associati a diversi tipi di lesioni. Il più ovvio è che quando uno scivolo non è chiuso e si trova sollevato rispetto alla superficie del parco giochi, gli utenti potrebbero cadere e riportare urti, contusioni, distorsioni o fratture ossee. Alcuni materiali, come il metallo, possono diventare molto caldi durante le giornate calde e soleggiate. Gli scivoli di plastica possono essere soggetti a fusione a causa di incendio doloso.
Alcuni sforzi per garantire la sicurezza dei bambini sugli scivoli potrebbero arrecare più danni che benefici. Invece di lasciare che i bambini piccoli giochino da soli sugli scivoli, alcuni genitori li fanno sedere sulle ginocchia dell'adulto e scendono insieme sullo scivolo. Se però la scarpa del bambino rimane impigliata nel bordo dello scivolo, questa disposizione provoca spesso la rottura della gamba del bambino. Se al bambino fosse stato permesso di usare lo scivolo in modo indipendente, allora questo infortunio non si sarebbe verificato, perché quando la scarpa si è impigliata, il bambino avrebbe smesso di scivolare invece di essere spinto giù dallo scivolo dal peso dell'adulto.